# Berenberg Bank
Berenberg Bank (Joh. Berenberg, Gossler & Co. KG) — старейший банк Германии. Основан в 1590 году купцами Гансом и Паулем Беренбергами.
Период становления и развития банка, основателями которого стали братья Ганс и Пауль Беренберги, торговавшие одеждой и занимавшиеся импортом и экспортом, удачно совпал со временем расцвета Гамбурга. Город быстро стал центром торговой и финансовой деятельности, и предприниматели преуспели в своём деле вместе с другими членами небольшой группы голландцев, у которых в Гамбурге даже не было полных гражданских прав. Сегодня Berenberg Bank — старейший частный немецкий банк с филиалами во всей Европе.

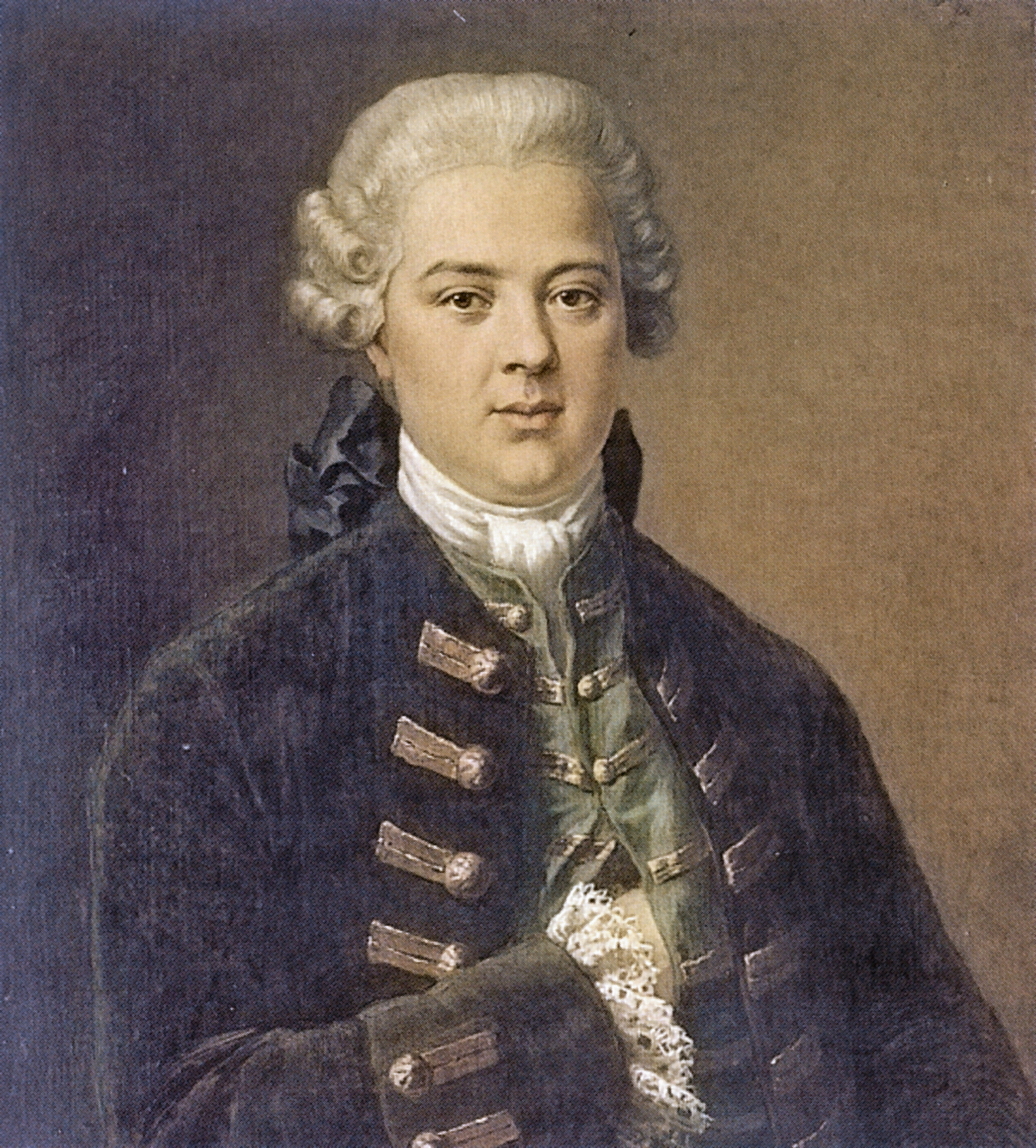
Иоганн Хайнрих Госслер[англ.] (1738 – 1790)
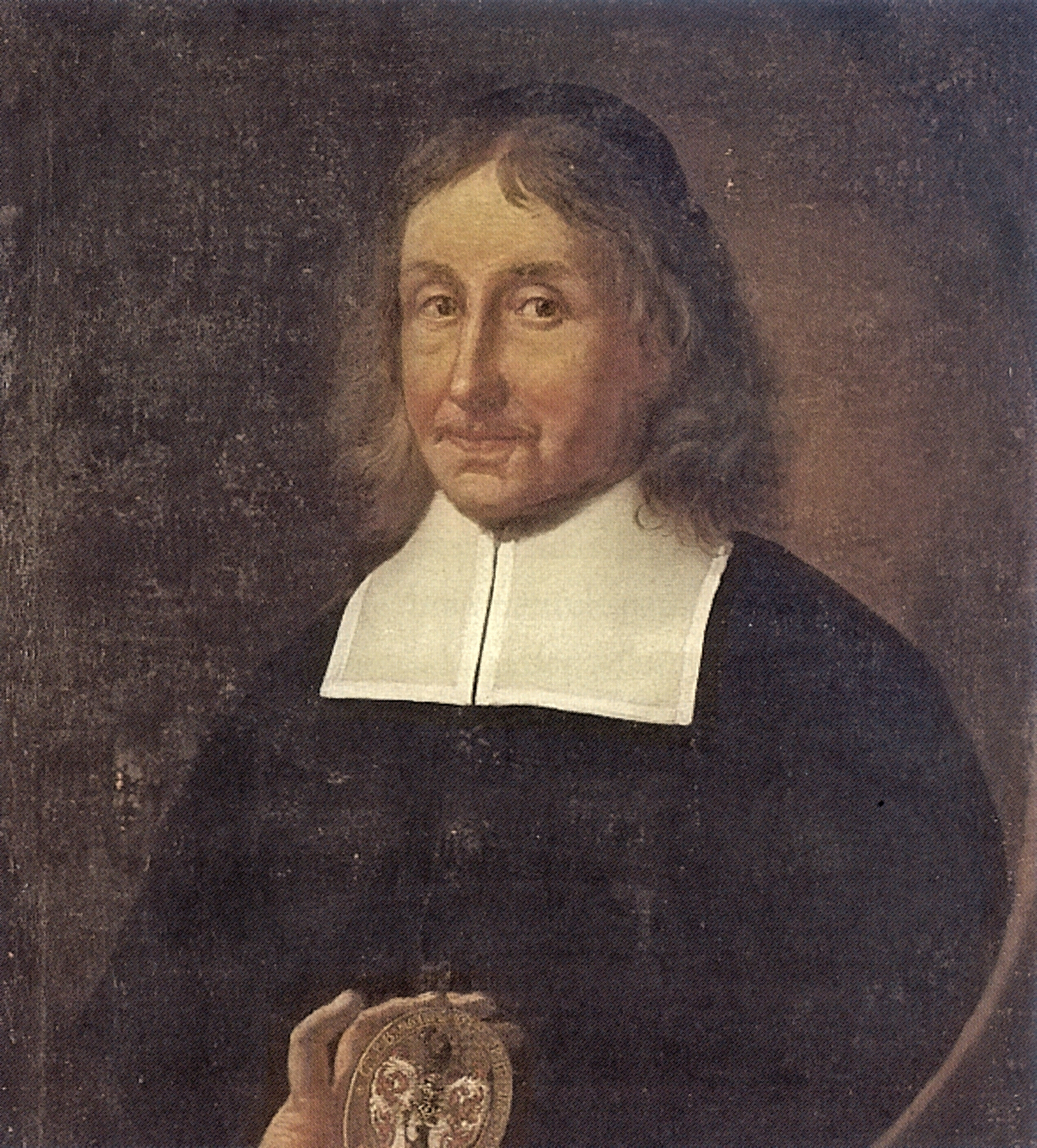
Корнелиус Беренберг[англ.] (1634 – 1711)
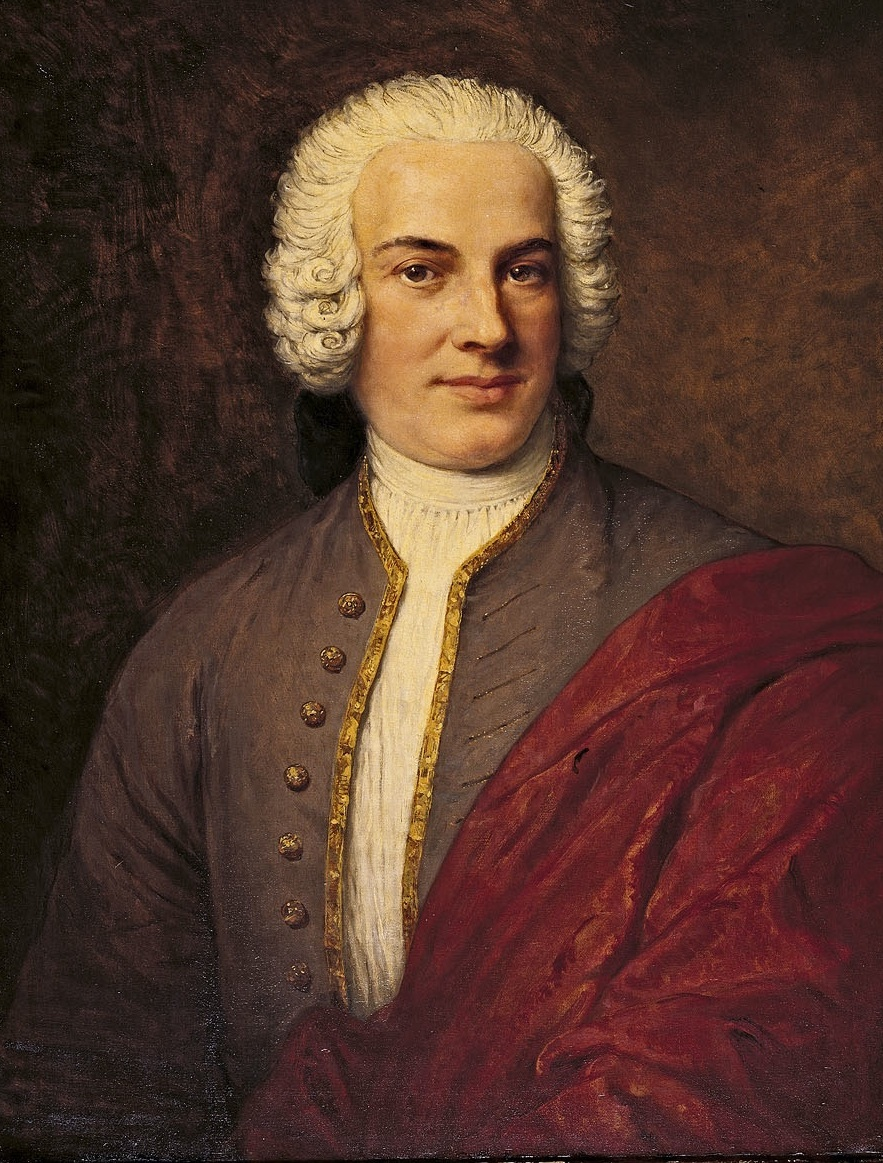
Иоганн Беренберг[англ.] (1718 — 1772)

## История
Компания Berenberg была основана в Гамбурге в 1590 году братьями Гансом Беренбергом (1561—1626) и Паулем Беренбергом (1566—1645). В 1585 году протестанты Беренберги покинули Антверпен в герцогстве Брабант (сегодняшняя Бельгия), в то время один из торговых центров Европы, поскольку протестантам в южных Нидерландах был предоставлен выбор: принять католицизм или покинуть страну. С тех пор банк непрерывно принадлежит их потомкам.
Беренберги изначально были торговцами тканями и быстро расширили свой бизнес на другие товары. Внук Ганса Беренберга — Корнелиус Беренберг (1634—1711) был первым, кто занялся торговым банковским делом и превратил компанию в очень успешный торговый дом и торговый банк. Он наладил торговые связи с Францией, Испанией, Португалией, Италией, Скандинавией и Россией. Семейные связи Беренбергов сыграли важную роль в развитии, особенно в Ливорно и Лиссабоне с их колониями богатых голландских купцов. Члены семьи Беренбергов также были купцами в Лондоне с XVII века.
Сын Корнелиуса Беренберга, Рудольф Беренберг (1680—1746), был избран сенатором, то есть членом правительства города-государства, в 1735 году. К середине XVIII века инвестиционный банкинг и акцептные кредиты составляли значительную часть деятельности фирмы. Рудольф Беренберг был женат на Анне Элизабет Амзинк (1690—1748), дочери лиссабонского и гамбургского торговца Пауля Амзинка (1649—1706) и потомке семьи «Вельзер». Их сыновья, сенатор Пауль Беренберг (1716—1768) и Иоганн Беренберг (1718—1772), стали владельцами компании «Беренберг».
В 1768 году сенатор Пауль Беренберг умер бездетным, а его брат Иоганн Беренберг потерял своего единственного сына Рудольфа Беренберга (1748—1768) в том же году. Чтобы обеспечить продолжение фирмы, Иоганн Беренберг взял в 1769 году в качестве нового партнёра своего зятя Иоганна Хайнриха Госслера (1738—1790); годом ранее он женился на единственной дочери Беренберга Элизабет Беренберг (1749—1822). Семья Госслер известна с XVII века, когда прадед Иоганна Хайнриха Госслера был гамбургским бюргером. Элизабет Беренберг была последним членом семьи Беренберг, которая пресеклась по мужской линии после её смерти в 1822 году. Иоганн Хайнрих Госслер и Элизабет Беренберг были основателями семьи Беренберг-Госслер, которая достигла большой известности в Гамбурге с конца XVIII века. В городской республике Гамбург XIX века семья (Беренберг-Госслер) и тесно связанная с ней семья Амзинк считались двумя наиболее выдающимися семьями города-государства. 
В 1788 году Иоганн Генрих Госслер взял нового партнёра, своего зятя Людвига Эрдвина Зейлера (1758—1836), который женился на его старшей дочери Анне Генриетте Госслер (1771—1836). С 1790 года компанию возглавил Людвиг Эрдвин Зейлер, а его тёща Элизабет Беренберг была партнером по собственному праву с 1790 по 1800 год. Людвиг Эрдвин Зейлер, сын известного театрального режиссера Абеля Зейлера (1730—1800), был одним из ведущих торговцев Гамбурга при своей жизни и занимал пост президента «Commerz-Deputation» и члена городского правительства во время французского правления городом. Чтобы отразить присоединение Seyler к компании, ее название было изменено на «Joh. Berenberg, Gossler & Co». с 1 января 1791 года и с тех пор остаётся неизменным.
Будучи главой компании «Berenberg», Людвиг Эрдвин Зейлер значительно увеличил международную торговлю компании и был одним из первых торговцев и банкиров из Германии, которые установили торговые отношения с недавно обретшими независимость Соединенными Штатами и Восточной Азией. К 1800 году капитал компании удвоился с тех пор, как он стал партнером. Зейлер оставался старшим партнером компании в течение 46 лет, и к моменту своей смерти в 1836 году он проработал в компании 61 год. Младший на семнадцать лет шурин Зейлер, Иоганн Генрих Госслер (1775—1842), присоединился к фирме в 1798 году и стал сенатором Гамбурга в 1821 году. По состоянию на 1809 год Людвиг Эрдвин Зейлер владел 5/12 (около 41%) компании «Berenberg» и был старшим и управляющим партнером компании и крупнейшим акционером; его шурин Иоганн Генрих Госслер владел 4/12 (около 33%). Двое зятьев совместно руководили компанией в течение десятилетий, причём Зейлер был более опытным партнером, а Госслер постепенно брал на себя все больше обязанностей, поскольку Зейлер в конечном итоге ушёл на пенсию после наполеоновских войн.
Во время Наполеоновских войн компания потеряла половину своего капитала, но она стала сильнее, чем когда-либо, и быстро восстановила и превзошла свои прежние размеры после окончания войны. Астрид Петерссон выделяет «Joh. Berenberg, Goßler & Co», как пример значительного гамбургского торгового дома, который достиг процветания, среди прочего, благодаря своему обширному импорту сахара, их разнообразный бизнес по импорту сахара после 1814 года, особенно с Бразилией, США и Восточной Азией, которые частично продолжали свои торговые отношения с конца 18 века, вероятно, внес значительный вклад в приобретение их богатства. В сочетании с их положением в качестве торговых банкиров эта фирма приобрела престижное положение за пределами Германии, статус, который немногие торговые дома имели около 1830 года. 
Дети Анны Генриетты Госслер и Людвига Эрдвина Зейлера недолгое время были совладельцами «Berenberg Bank»; у них много выдающихся потомков в Гамбурге и Норвегии, например, в семье «Paus». Berenberg Bank также участвовал в финансировании ведущего промышленного предприятия Норвегии Blaafarveværket , генеральный директор и совладелец которого Бенджамин Вегнер был зятем Анны Генриетты Госслер и Людвига Эрдвина Зейлера. Племянник Анны Генриетты Госслер и сын её брата Иоганна Генриха Госслера, Герман Госслер (1802—1877) был сенатором и первым бургомистром Гамбурга. Младший брат последнего — Иоганн Генрих Госслер (1805—1879) стал партнером в банке и был отцом барона Иоганна фон Беренберг-Госслера (1839—1913), который также стал партнёром в банке. В 1880 году сенат Гамбурга даровал последнему имя Беренберг-Госслер, а в 1888 году он был возведен в дворянское достоинство в Королевстве Пруссии как «фон Беренберг-Госслер». В 1910 году Иоганну фон Беренберг-Госслеру был присвоен титул барона . Барон Иоганн фон Беренберг-Госслер был отцом Джона фон Беренберга-Госслера (1866—1943), сенатора и немецкого посла в Риме. 
В XIX веке банк финансировал процесс индустриализации в Гамбурге и транспортную деятельность, а также принимал активное участие в североамериканской торговле и ее финансах. Компания была (вместе с торговым домом «HJ Merck & Co».) одним из главных основателей крупнейших в Германии судоходных компаний Hamburg America Line (HAPAG) в 1847 году и Norddeutscher Lloyd в 1857 году. Они также были одними из главных основателей Vereinsbank Hamburg (ныне HypoVereinsbank ) (1857), металлургического завода Ilseder Hütte (1858) и Norddeutsche Versicherungs AG (1857). Дома Berenberg-Gossler, HJ Merck и Salomon Heine также были главными основателями Norddeutsche Bank в 1856 году, первого акционерного банка в Северной Германии и одного из предшественников Deutsche Bank .  Кроме того, Berenberg Bank был одним из основателей Bergens Privatbank (1855), Hongkong and Shanghai Banking Corporation (1865), Den Danske Landmandsbank (1871) и Svenska Handelsbanken (1871).  Berenberg Bank тесно сотрудничал с Barings Bank of London и был представителем Baring в Германии.
Семья Беренберг и компания имели филиалы в Португалии, Италии и Лондоне с XVII века. Ветвь семьи Беренберг также основала лондонскую фирму «Meyer & Berenberg» в 17-м веке и была среди видных лондонских торговцев Вест-Индии. В последние годы лондонский офис Беренберга на Треднидл-стрит быстро разросся и стал вторым по величине офисом Беренберга, сосредоточившись на инвестиционном банкинге и частном банкинге для сверхбогатых. 